# Calophyllum teysmannii
Calophyllum teysmannii là một loài thực vật có hoa trong họ Calophyllaceae. Loài này được Miq. mô tả khoa học đầu tiên năm 1861.